# ورنیس سور منک
ورنیس سور منک (به فرانسوی: Vernois-sur-Mance) یک کمون در فرانسه است که در Canton of Vitrey-sur-Mance واقع شده‌است.

## خصوصیات
ورنیس سور منک ۸٫۰۳ کیلومترمربع مساحت و ۱۸۵ نفر جمعیت دارد.